# Ferdinand (Braunschweig-Wolfenbüttel)

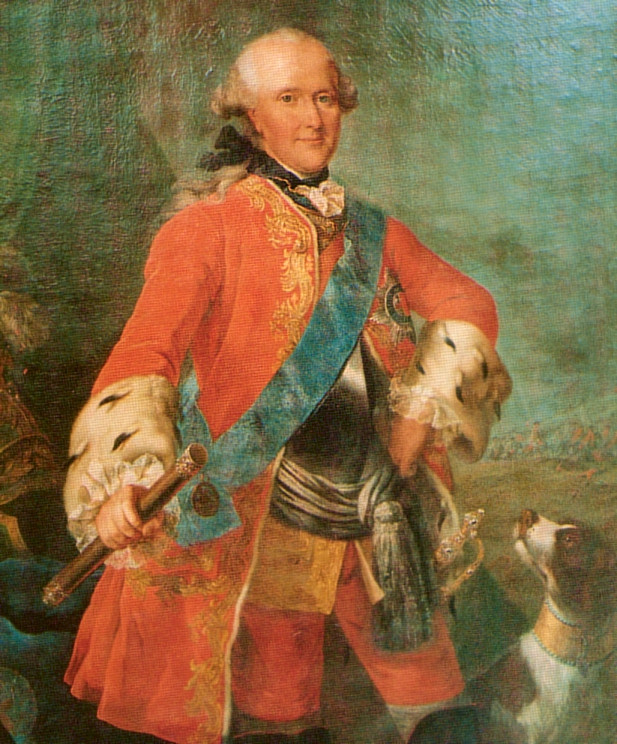
Ferdinand von Braunschweig, Gemälde

Ferdinand von Braunschweig – Öl auf Leinwand von Antoine Pesne um 1741 in der Offiziersuniform seines preußischen Füsilierregiments (No. 39) mit dem Stern und der Schärpe des Schwarzen Adlerordens sowie mit dem Großkreuz des Johanniterordens

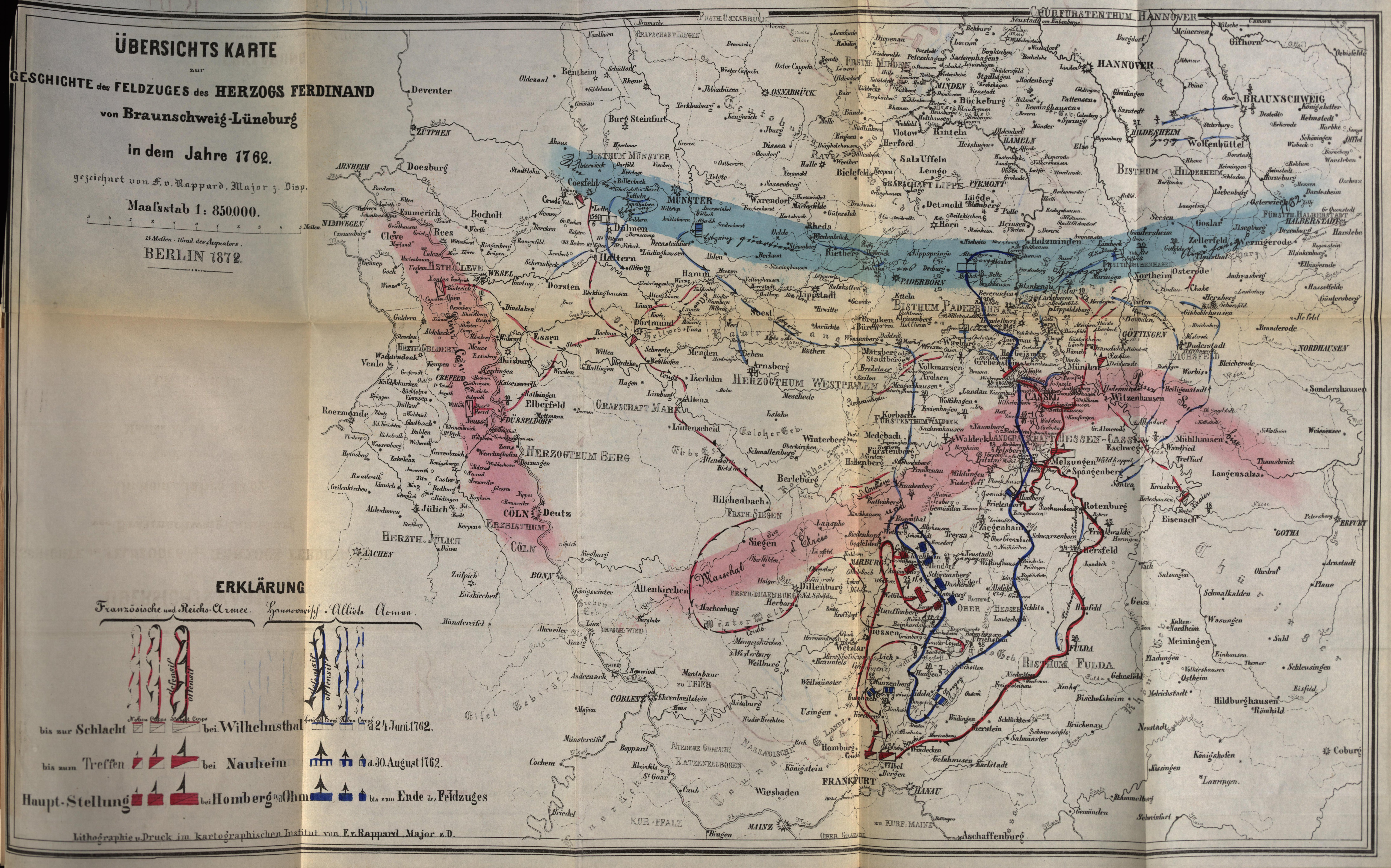
„Übersichtskarte zur Geschichte des Feldzugs des Herzogs Ferdinand von Braunschweig-Lüneburg in dem Jahre 1762.“

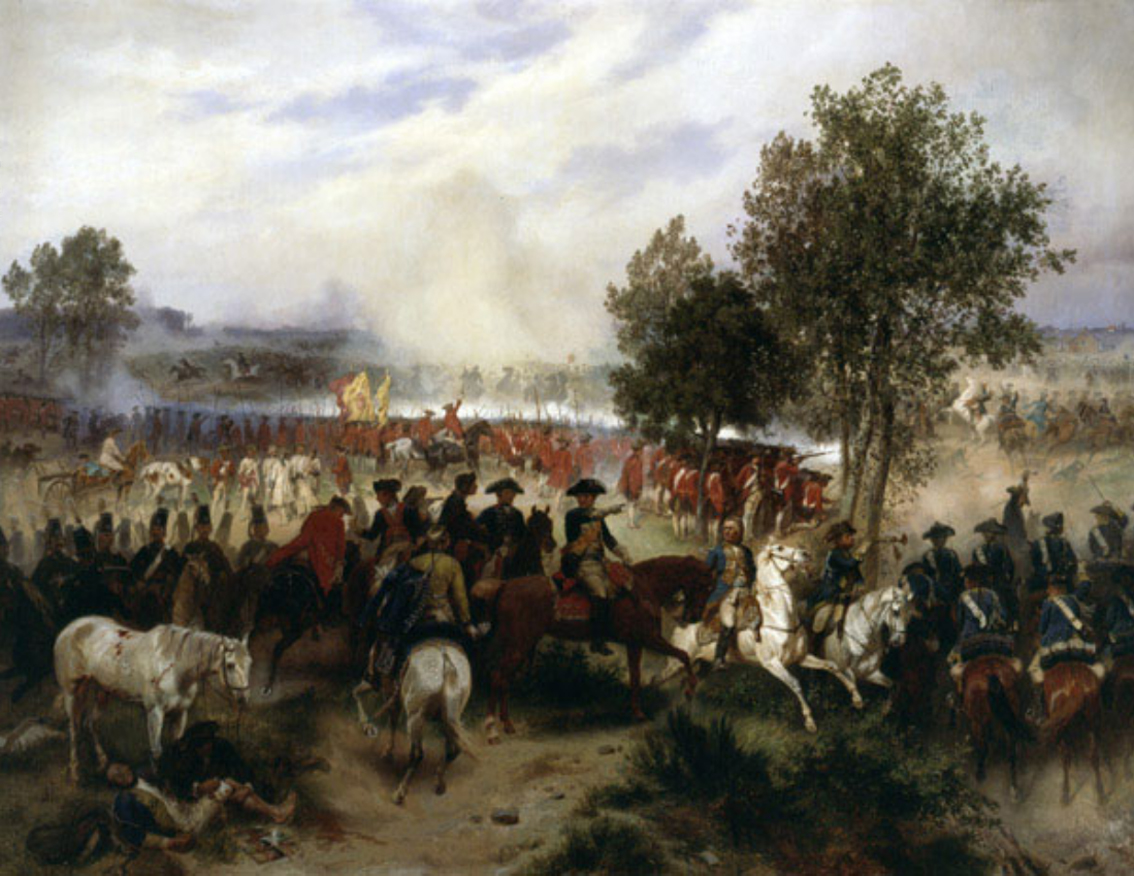
Ferdinand von Braunschweig in der Schlacht bei Krefeld, Gemälde von Emil Hünten

Ferdinand von Braunschweig-Wolfenbüttel (* 12. Januar 1721 in Braunschweig; † 3. Juli 1792 ebenda) war Prinz von Braunschweig-Wolfenbüttel-Bevern und ab 1735 Prinz von Braunschweig-Wolfenbüttel. Er war einer der Herzöge zu Braunschweig und Lüneburg und führte den entsprechenden Titel. Er war ein Generalfeldmarschall in preußischen und kurhannoverschen bzw. britischen Diensten.

## Leben
Ferdinand war vierter Sohn des Fürsten Ferdinand Albrecht II. von Braunschweig-Wolfenbüttel-Bevern. 1740 wurde Ferdinand Oberst und Regimentschef des teilweise aus dem braunschweig-wolfenbütteler Regiment „Sommerlatte“ errichteten preußischen Füsilier-Regiments (No. 39) und machte, da sein Regiment noch nicht völlig ausgerüstet war, als Freiwilliger den Feldzug von 1741 in Schlesien mit. Dort focht er in der Schlacht bei Mollwitz und in der Schlacht bei Chotusitz an der Seite seines Schwagers Friedrich II., König von Preußen. Nach dem Frieden blieb er dessen Gesellschafter und Begleiter und wurde Generalmajor der Infanterie.
Beim Ausbruch des Zweiten Schlesischen Kriegs ging er mit seinem Regiment unter Fürst Leopold I. von Anhalt-Dessau nach Böhmen, wurde nach seiner Rückkehr zum Kommandeur des I. Bataillon Garde des Königs befördert und begleitete 1745 den König zur Armee nach Schlesien. In der Schlacht bei Hohenfriedeberg am 4. Juni nahm er mit seiner Brigade das Dorf Thomaswalde und erstürmte, obwohl verwundet, bei Soor am 30. September eine vom Feind besetzte Höhe. Bei Soor wurde sein Bruder Albrecht getötet.
Er genoss die besondere Gunst des Königs, der ihn nach Potsdam in Garnison legte und ihn auf seinen Inspektionsreisen mitnahm. 1750 zum Generalleutnant und 1752 zum Gouverneur der Festung Peitz in der Lausitz ernannt, wurde er 1755 in derselben Eigenschaft nach Magdeburg versetzt und wurde Chef des Regiments Bonin zu Fuß (1806: No. 5).
Bei Beginn des Siebenjährigen Kriegs im August 1756 führte er eine der drei in Sachsen einrückenden Heersäulen der preußischen Armee, besetzte Leipzig und brach am 13. September nach Böhmen auf, wo er in der Schlacht bei Lobositz am 1. Oktober den rechten Flügel befehligte. Bei dem Einrücken in Böhmen im April 1757 führte er die Vorhut und trug viel zum Sieg in der Schlacht bei Prag am 6. Mai bei, leitete auch später an der Stelle des Fürsten Moritz von Anhalt-Dessau die Belagerung dieser Stadt. In der Schlacht bei Roßbach befehligte er den rechten Flügel, worauf er im November nach Aufhebung der Konvention von Kloster Zeven auf Bitte von Kurhannover vom Dienst in der preußischen Armee freigestellt wurde. Er erhielt als General der Infanterie den Oberbefehl über die Alliierten in Westdeutschland. Ferdinand wusste in der Folge die gesunkene Moral seiner Soldaten so zu heben, dass sie fast immer Sieger über das weit stärkere französische Heer blieben.
Nachdem er noch im Dezember 1757 den Marschall von Richelieu nach Celle zurückgedrängt hatte, trieb er dessen Nachfolger Graf Clermont im Frühjahr 1758 auf das linke Rheinufer zurück und schlug ihn in der Schlacht bei Krefeld am 23. Juni 1758. Am 13. April 1759 wurde er in der Schlacht bei Bergen geschlagen, brachte aber am 1. August dem französischen Feldherrn Marquis de Contades in der Schlacht bei Minden eine entscheidende Niederlage bei. Zwar konnte er trotz der siegreichen Schlacht bei Warburg nicht verhindern, dass die Franzosen 1760 Hessen nach der Niederlage seiner Vorhut im Gefecht bei Korbach wieder einnahmen, doch hielt er sie im folgenden Jahr durch die ihnen beigebrachte Niederlage bei Vellinghausen am 16. Juli in Schach. Den Feldzug von 1762 eröffnete er mit dem Überfall bei Wilhelmsthal am 24. Juni und beendete ihn mit der Schlacht an der Brücker Mühle am 21. September und dem dann dort geschlossenen Waffenstillstand vom 15. November.
Weiterhin Chef des Regiments zu Fuß No. 5 kehrte er, zum Feldmarschall ernannt, als Gouverneur nach Magdeburg zurück. Durch eine Spannung mit dem reizbaren König veranlasst, 1766 seinen Abschied zu nehmen, lebte er seitdem in Braunschweig oder auf seinem Lustschloss Vechelde. Das Verhältnis zu Friedrich II. entspannte sich später wieder. Der König besuchte Ferdinand zwischen 1772 und 1782 mindestens viermal auf dessen Besitz in Vechelde. Künstler und Gelehrte fanden in Prinz Ferdinand einen großmütigen Gönner. 1789 wurde er Kommendator der Johanniterkommende Gorgast.
Schon seit 1784 zunehmend krank, starb Ferdinand 1792 in seinem Braunschweiger Stadtpalais, wohl an einer Lungenentzündung. Er wurde zunächst provisorisch in der Gruft der Welfen im Braunschweiger Dom beigesetzt. Erst nach Fertigstellung seiner Gruft in Vechelde wurde der Leichnam dorthin überführt. Da der Sarg aber dort schon bald im Wasser stand, wurde er zwei Jahre später wieder in den Dom gebracht, wo er sich noch heute befindet.
Aus Besorgnis, lebendig begraben zu werden, ließ er seinen Sarg mit Fenster, Luftlöchern und einem Schlüssel ausstatten, um ihn notfalls von innen öffnen zu können. An der Kopfseite des Sarges ließ er eine Metallplatte mit einer von ihm selbst gewählten Aufschrift in Majuskeln anbringen:
Ferdinand war ab 1768 Ehrenmitglied und ab 1780 Ehrenpräsident der Göttinger Akademie der Wissenschaften.

## Freimaurerei
Ferdinand von Braunschweig wurde 1740 in die Freimaurerloge von seinem Schwager Friedrich II. aufgenommen. Für das Herzogtum Braunschweig wurde er ab 1770 englischer Provinzial-Großmeister und trat ein Jahr später der Strikten Observanz bei. Auf dem Konvent von Kohlo erhielt er 1772 das Amt des Großmeisters aller schottischen Logen. Er berief den Wilhelmsbader Freimaurer-Konvent ein, der vom 16. Juli bis zum 1. September 1782 andauerte, letztlich aber in die Auflösung der Strikten Observanz mündete. Er wurde im Jahr 1783, wie auch Karl von Hessen-Kassel, Mitglied des Illuminatenordens, und er erhielt 1786 die Würde des General-Obermeisters der Asiatischen Brüder.

## Ehrungen
Eine 1808 von Johann Gottfried Schadow gefertigte Büste in der Walhalla in Donaustauf erinnert an Ferdinand, Herzog von Braunschweig-Lüneburg, als Hannovers Befreier.
Im Jahr 1979 wurde im Schlosspark Vechelde eine Bronzebüste des Herzogs aufgestellt, entworfen vom Bildhauer Ben Siebenrock.